# 四宮豪
四宮 豪（しのみや ごう、1975年6月6日 - ）は、日本の男性声優。京都府出身。賢プロダクション所属。賢プロダクション所属の声優による絵本の読み聞かせをする「けんけんぱーく」のメンバーである。

## 略歴
幼少期、アニメを見て、感銘を受けていた。しかし「なんでこっち側なんだろう」と悔しくなり、「俺もそういう側に行って、テレビの向こうの人が泣いた、悔しがったぐらいのなんかならないかな」と思ったことがきっかけで声優を目指した。
勝田声優学院18期生。スクールデュオ4期生。

## 人物
声優としてはアニメ、洋画吹き替え、ナレーション、ドラマCDなどマルチに活躍している。
特技は詩吟、剣舞、趣味は読書、料理。

## 出演
太字はメインキャラクター。

### テレビアニメ
2004年
- KURAU Phantom Memory（オペレーターB）
- 金色のガッシュベル!!（ダイナソー・アーム）
- サムライチャンプルー（人夫）
- 砂ぼうず（蛙一家、村人たち）
- 蒼穹のファフナー（管制官）
- ニニンがシノブ伝

2005年
- ギャラリーフェイク（兵士、部下）
- 強殖装甲ガイバー（ソムルム、ダーゼルブ、李剡魋）
- SHUFFLE!（男子生徒）
- ゾイドジェネシス（ボラー少将）
- 雪の女王（警官）

2006年
- エア・ギア（金鉄ブルズ）
- おとぎ銃士 赤ずきん（男）
- 格闘美神 武龍 REBIRTH（順基）
- 恋する天使アンジェリーク シリーズ（2006年 - 2007年、村人） - 2シリーズ
- こてんこてんこ（村人A）
- 地獄少女 二籠（広報部長、杉原捜査）
- 少年陰陽師（禰宜、妖異〈一〉）
- デジモンセイバーズ（ドクグモン）
- 天保異聞 妖奇士（侍、用心棒の男、武士、西の者、店主）
- NANA（2006年 - 2007年、三宅、金田健一、屋台のオヤジ）
- 西の善き魔女 Astraea Testament（兵士A）
- パンプキン・シザーズ（ラルフ）
- 姫様ご用心（パンダ怪人1、暗殺者 他）
- 武装錬金
- MÄR-メルヘヴン-（ファントムの父親）
- ヤマトナデシコ七変化♥（不良1、魚屋のおじさん、豆腐屋）
- ロックマンエグゼBEAST（男3、エレメントマン、泥棒ナビ 他） - 2シリーズ

2007年
- アイドルマスター XENOGLOSSIA（幹部C）
- エル・カザド（村人）
- 大江戸ロケット（踵）
- Kanon（教師）
- 機動戦士ガンダム00（2007年 - 2009年、管制官、絹江の部下、外務次官、リー・ジェジャン、池田 他） - 2シリーズ
- GR-GIANT ROBO-（警官、パイロット、BFNヘリパイロット、アナウンサー、ダブリン 他）
- キスダム -ENGAGE planet-
- スカルマン（車掌）
- Devil May Cry（部下A）
- デルトラクエスト（カーン部隊、コソ泥）
- 天元突破グレンラガン（ジョーガン、ガバル）
- 東京魔人學園剣風帖 龖（雨紋雷人） - 2シリーズ
- ハヤテのごとく!（2007年 - 2009年、瀬川虎鉄、SPの方々、ゴキブリマン、三千院家SP隊長、ソニアの父 他） - 2シリーズ
- REIDEEN（篠田）
- レ・ミゼラブル 少女コゼット（店の男）
- ロミオ×ジュリエット（憲兵）
- 湾岸ミッドナイト（元木康郎、男子生徒、警察官、若者 他）

2008年
- アリソンとリリア（軍曹、村人）
- イナズマイレブン（2008年 - 2012年、冬海卓、杉森威、寺門大貴、浮島一人、児雷也蟇助 他） - 3シリーズ
- ウルトラヴァイオレット コード044（刑事）
- カイバ
- 喰霊 -零-（幹部B）
- かんなぎ（キューティー上司、体育教師）
- キャシャーン Sins（2008年 - 2009年、ロボット、野盗ロボット、男、見張りロボット）
- 銀魂（師範）
- 鉄のラインバレル（矢島英明、兵士）
- ゴルゴ13（マクリントック、手下）
- シゴフミ（コメンテーター）
- スキップ・ビート!（プロデューサー、助監督、土田満 他）
- セキレイ（不動産屋）
- 絶対可憐チルドレン（田中、高倉さん、野上大作、伐田 他）
- TYTANIA -タイタニア-（2008年 - 2009年、宿泊客、船員、近衛司令官、第一小隊長、タイタニア兵 他）
- To LOVEる -とらぶる-（ピカリー兄、オヤジ）
- ドルアーガの塔 〜the Aegis of URUK〜（肉屋）
- 二十面相の娘（監督、男）
- ネオ アンジェリーク Abyss（町人、財団員、村人） - 2シリーズ
- マクロスF（音楽P、エディの父）
- Mission-E（男）
- Mnemosyne-ムネモシュネの娘たち-（矢作淳）
- もっけ（男）
- ワールド・デストラクション 〜世界撲滅の六人〜（救済委員会）

2009年
- アラド戦記〜スラップアップパーティー〜（鬼騎士A）
- 黒神 The Animation（真神〈男/爺〉）
- 黒執事（近衛兵隊長）
- 鋼殻のレギオス（リヴァース・エルメン）
- シャングリ・ラ（反対派2）
- 神曲奏界ポリフォニカ クリムゾンS（生徒）
- 真マジンガー 衝撃!Z編 on television（駄エ門）
- ティアーズ・トゥ・ティアラ（ラードゥ、兵士、ゲール族、帝国兵、部下 他）
- 鋼の錬金術師 FULLMETAL ALCHEMIST（2009年 - 2010年、シュトルヒ、警備兵A、隊長、スラム住民、カスパー 他）
- フレッシュプリキュア!（魚屋）
- ポケットモンスター ダイヤモンド&パール（カズナリの父）
- ミチコとハッチン（警備主任）

2010年
- アイアンマン（訓練生3、エージェントB）
- うちの3姉妹（ドラキュラ）
- おじゃる丸（鬼）
- ダンス イン ザ ヴァンパイアバンド（男子A）
- 伝説の勇者の伝説（ヌーブル卿）
- RAINBOW-二舎六房の七人-（男性客、看守A）

2011年
- THE IDOLM@STER（黒服C）
- UN-GO（特撮監督）
- ウルヴァリン（スクラップ工場の男）
- ダンタリアンの書架（教授）
- ダンボール戦機（2011年 - 2013年、宇崎悠介、亀山テツオ、海道家の執事、アルシャヒーン・兄） - 2シリーズ
- へうげもの（本阿弥光悦）
- 遊☆戯☆王ZEXAL（2011年 - 2013年、ゴーシュ） - 2シリーズ

2012年
- 織田信奈の野望（浅井久政）
- 新世界より
- ヨルムンガンド（マオ、アナウンス、カットスロート） - 2シリーズ
- リトル・チャロ〜東北編〜（ゲンタ）
- ルーニー・テューンズ・ショー（ローラ父、裁判長、警官、アナウンサー、スパイ 他）

2013年
- 石田とあさくら（おっぱい星人）
- 黒子のバスケ（瀬戸健太郎）
- 進撃の巨人（2013年 - 2018年、グスタフ、賊、男） - 2シリーズ
- ビーストサーガ（ドッグ屋、バメット、セイラス）

2014年
- アイカツ!（監督、加藤監督）
- キルラキル（白虎四郎）
- クロスアンジュ 天使と竜の輪舞（エンデラント連合大統領）
- ソードアート・オンラインII（闇風）
- 東京ESP（軍人B）
- ディスク・ウォーズ:アベンジャーズ（アイアンフィスト）
- パックワールド（とんがり頭教授、パッキュラ伯爵、ハンバーグ監督）
- 僕らはみんな河合荘（城崎）
- 魔法科高校の劣等生（2014年 - 2024年、沢木碧） - 2シリーズ
- 弱虫ペダル GRANDE ROAD（安さん、観客）

2015年
- 小森さんは断れない!
- ジョジョの奇妙な冒険 スターダストクルセイダース（SPW財団パイロットA）
- すべてがFになる THE PERFECT INSIDER（店主）
- 蒼穹のファフナー EXODUS（アーサー・ライズ）
- 探偵チームKZ事件ノート（警官）
- 夜ノヤッターマン（男）
- レーカン!（守屋先生）

2016年
- 大家さんは思春期!（先生、大園さん、店員、老店員）
- 甲鉄城のカバネリ（武士、樵人、梶原）
- 坂本ですが?（司会の教師）
- 少女たちは荒野を目指す（塗らないグラフィッカー、テルハの父）
- 昭和元禄落語心中（2016年 - 2017年、金魚売り、ボーイ、忠信利平、司会、蕎麦屋店主、散髪屋店主 他）
- はんだくん（岡山先生）

2017年
- 青の祓魔師 京都不浄王篇（従業員、当主、祓魔師、千草）
- 鬼平（浪人A）
- 神撃のバハムート VIRGIN SOUL（重臣）
- 名探偵コナン（2017年 - 2024年、林田太郎、横手恒之、恩田崇、香田豪、吉成義人、男性）
- ひとりじめマイヒーロー（笑福店長、鴻野先生）
- プリンセス・プリンシパル（キャメロン、タイラー）
- 忍たま乱太郎（2017年 - 2024年、日向先生〈2代目〉、タソガレドキ忍者、馬借）
- Code:Realize 〜創世の姫君〜（ネモ）

2018年
- イナズマイレブン アレスの天秤（2018年 - 2019年、冬海卓、武方努、寺門大貴、歩星呑二、マクスター・ランド） - 2シリーズ
- 銀河英雄伝説 Die Neue These 邂逅（教官）
- ポチっと発明 ピカちんキット（実況）

2019年
- 超人高校生たちは異世界でも余裕で生き抜くようです!（ブッフバルト）

2020年
- 富豪刑事 Balance:UNLIMITED（荒木剛）

2021年
- ふしぎ駄菓子屋 銭天堂（2021年 - 2022年、先生、和史）
- もっと!まじめにふまじめ かいけつゾロリ（ケサラン）
- 魔法科高校の優等生（沢木碧）
- 古見さんは、コミュ症です。（店主）

2022年
- このヒーラー、めんどくさい（ゾンビ、ブリギン）
- 継母の連れ子が元カノだった（円香の父）

2023年
- デッドマウント・デスプレイ（警察官）
- ひろがるスカイ!プリキュア（翔子の父）
- アンダーニンジャ（外国人〈日本語〉）
- 最果てのパラディン 鉄錆の山の王（ルゥ）

2024年
- ループ7回目の悪役令嬢は、元敵国で自由気ままな花嫁生活を満喫する（軍務伯）
- 先輩はおとこのこ（花岡孝浩）
- 甘神さんちの縁結び（組合員）

2025年
- New PANTY & STOCKING with GARTERBELT（親方、ゴースト）
- 桃源暗鬼（芽衣の父親）

### 劇場アニメ
2007年
- 劇場版 アクエリオン（エレメント）

2008年
- 劇場版 天元突破グレンラガン 紅蓮篇（ジョーガン）

2010年
- いばらの王 -King of Thorn-
- 劇場版イナズマイレブン 最強軍団オーガ襲来（冬海卓）
- 劇場版 機動戦士ガンダム00 -A wakening of the Trailblazer-（イケダ）

2011年
- 劇場版イナズマイレブンGO 究極の絆 グリフォン（冬海卓）
- 桜の温度（海斗）
- 手塚治虫のブッダ -赤い砂漠よ!美しく-
- 鋼の錬金術師 嘆きの丘の聖なる星（老紳士）

2012年
- ドラゴンエイジ -ブラッドメイジの聖戦-（ヘイデ）

2013年
- キャプテンハーロック -SPACE PIRATE CAPTAIN HARLOCK-
- サカサマのパテマ（教師）

2019年
- 甲鉄城のカバネリ 海門決戦（樵人）

2023年
- BLUE GIANT（内山）
- 機甲英雄 劇場版 我與我等於無限大（賈布卡）

### OVA
2006年
- 大魔法峠（紅組A、生徒2）

2008年
- HELLSING（フォルトナー）
- 舞-乙HiME 0〜S.ifr〜（カッツエー）

2009年
- 鉄のラインバレル（矢島英明）
- TO（テロリスト）
- 鋼の錬金術師 FULLMETAL ALCHEMIST DVD 第5巻 映像特典「シンプルな人々」（ナイフ男）

2013年
- 進撃の巨人（グスタフ） - 原作第13巻限定版

2014年
- ハヤテのごとく!（瀬川虎鉄）※単行本第42巻OVA付き特別版

2018年
- イナズマイレブン Reloaded（武方努）

### Webアニメ
- イナズマイレブン アウターコード（2017年、寺門大貴）
- THE KING OF FIGHTERS: DESTINY（2017年、ロバート・ガルシア、サイモン）
- B: The Beginning（2018年、イエロー）
- スプリガン（2022年、CIA2、ブルース、英雄王、SAS隊長、川原教授、ボブ）

### ゲーム
2003年
- サムライスピリッツ零（妖怪腐れ外道）
- 薔薇ノ木ニ薔薇ノ花咲ク

2004年
- 幻想水滸伝IV（シュトルテハイム・ラインバッハ3世）
- サムライスピリッツ零SPECIAL（妖怪腐れ外道）
- 絶体絶命でんぢゃらすじーさん3〜果てしなき魔物語〜（音声効果）

2005年
- OZ -オズ-（レオン）
- 極上生徒会（権田原伝右衛門）
- Rhapsodia（シュトルテハイム・ラインバッハ3世）

2006年
- 絶体絶命でんぢゃらすじーさんDS〜でんぢゃらすセンセーション〜（主題歌担当）
- 龍が如く2（寺田行雄）

2007年
- 忌火起草（和泉飛鳥）
- フルハウスキス2 〜恋愛迷宮〜（小笠原童子）
- ルミナスアーク（ゼハル）

2008年
- 機動戦士ガンダム00 ガンダムマイスターズ（一般兵A）
- 剣と魔法と学園モノ。（バハムーン・男）
- ソニック ワールドアドベンチャー
- 乃木坂春香の秘密 こすぷれ、はじめました♥
- 比翼は愛薊の彼方へ〜連理の夢〜（廉頗）

2009年
- アサシン クリード II
- イナズマイレブン2 脅威の侵略者（アーク）
- 鉄のラインバレル（矢島英明）
- 涼宮ハルヒの並列（男性乗客B）
- ゼルダの伝説 大地の汽笛（シロクニ）

2010年
- イナズマイレブン3 世界への挑戦!!（マクスター）
- ガンダムアサルトサヴァイブ（カスタムパイロット）
- SOCOM: U.S. Navy SEALs Portable（レイス）
- ブレイズ・ユニオン（ヴェルマン）
- メタルファイト ベイブレード ポータブル 超絶転生! バルカンホルセウス（オシリス）

2011年
- イナズマイレブン ストライカーズ（2011年 - 2012年、寺門大貴、ポセイドン、武方努、杉森威、悠木譲、稲葉大安、アントン・ガッツーゾ、エンリコ・オリビエ、ジニー・ゲイノ） - 3作品
- イナズマイレブンGO（影浦透司、冬海卓、小坂元成、石狩雷太）
- 第2次スーパーロボット大戦Z 破界篇 / 再世篇（伊集院ナオト 他）
- ファイナルファンタジー零式
- ロウきゅーぶ!
- ゼルダの伝説 スカイウォードソード

2012年
- アクセル・ワールド 銀翼の覚醒（男性エキストラ）
- イナズマイレブンGO2 クロノ・ストーン（稲葉大安、冬海卓）
- GRAVITY DAZE/重力的眩暈:上層への帰還において彼女の内宇宙に生じた摂動（シドー）
- 機動戦士ガンダムUC（エコーズ兵士）
- ほのぼのモグウ日記（袁紹）
- 倭人異聞録 〜あさき、ゆめみし〜（山門巧）

2013年
- イナズマイレブンGO ギャラクシー（稲葉大安）
- スーパーロボット大戦Operation Extend（草薙征士郎）
- スーパーロボット大戦UX（矢島英明）
- ニード・フォー・スピード ライバルズ（警察側プレイヤー）
- NORN9 ノルン+ノネット
- 遊☆戯☆王ゼアル 激突!デュエルカーニバル!（ゴーシュ）

2014年
- KILLZONE SHADOW FALL
- 機動戦士ガンダム サイドストーリーズ（トリスタン・トレーダー）
- グランブルーファンタジー（風神、アヴィザ）
- Code:Realize 〜創世の姫君〜（ネモ）
- 真・三國無双7 Empires（エディット音声〈男・老練1、重鎮2〉）
- 第3次スーパーロボット大戦Z 時獄篇 / 天獄篇（伊集院ナオト）
- 闘神都市（ケイジン、臥路）
- メタルギアソリッドV グラウンド・ゼロズ（兵士）

2015年
- 結城友奈は勇者である 樹海の記憶

2016年
- Code:Realize 〜祝福の未来〜（ネモ）
- 祝姫
- ザ・キング・オブ・ファイターズ（2016年 - 2022年、ロバート・ガルシア） - 3作品
- 少女たちは荒野を目指す
- ストリートファイターV（柴崎、シャドルーの兵士〈L〉A）

2017年
- GRAVITY DAZE 2/重力的眩暈完結編:上層への帰還の果て、彼女の内宇宙に収斂した選択（シドー）
- Code:Realize 〜白銀の奇跡〜（ネモ）
- スーパーマリオ オデッセイ（ランゴ、アッチーニャ神、ボウル人 他）
- ゼルダの伝説 ブレス オブ ザ ワイルド
- ファイアーエムブレム Echoes もうひとりの英雄王（ジェシー、ドゼー）
- 龍が如く 極2

2018年
- ソードアート・オンライン フェイタル・バレット（闇風） - DLC追加キャラクター
- 天涯ニ舞ウ、粋ナ花（都村丹道斎）

2020年
- ファイナルファンタジーVII リメイク

2022年
- 刀剣乱舞無双（黒田長政）
- スターオーシャン6 THE DIVINE FORCE（ベネット・モーズレイ、カヌス・アーカン）

2023年
- ゼルダの伝説 ティアーズ オブ ザ キングダム
- 魔女の泉R（教皇）

2024年
- 百英雄伝（スカーシュ）
- ゼルダの伝説 知恵のかりもの

2025年
- ファイアーエムブレム ヒーローズ（ジェシー）
- 餓狼伝説 City of the Wolves（フリーマン、ロバート・ガルシア）

### ドラマCD
- アリソンとリリア ドラマCD1 アリソンとヴィル Another Story（飛行艇の操縦士）
- グランブルーファンタジー「臆病勇者と囚われの姫君」ディレクターズカット版（2015年、アヴィザ）
- 三千世界の鴉を殺し（ピネイロ）
- 星界の断章 原罪（ウムリ）
- 天元突破グレンラガン 第DVD5巻特典ドラマCD（ジョーガン）
  - 天元突破グレンラガン 紅蓮篇 DVD特典ドラマCD（ジョーガン）
- ドージンワーク 4巻限定版特典ドラマCD（コミックフェスティバルの客）
- プリンセス・プリンセス（部員B）
- 僕らはみんな河合荘 ドラマCD（城崎〈シロ〉）
- ムシウタ SPECIAL CD（白装束）
- Yourすいーとほーむ（客）
- ユリア100式（解説）
- 瑠璃の風に花は流れる（民の声）
- RE:BORN〜仮面の男とリボンの騎士〜（ハンス[31]）※コミックス第1巻ドラマCD同梱版

#### BLCD
- アーサーズ・ガーディアン（リチャード）
- O.B.（城ノ崎）
- 北の漁場（漁師）
- 兄弟限定!（同僚）
- 君知るや運命の恋（同僚1）
- 恋する運命なのだから（日野）
- コルセーア（執事、コルフ男2、海賊）
- 砂楼の花嫁（ダン）
- せつなさは夜の媚薬（小早川駿一）
- ハートの隠れ家 1・2（宝来）
- 秘密のバイト志願!?（小笠原巽）
- 摩天楼に吠えろ!（霧島桂）
- 料亭遊戯（店長）

### 吹き替え

#### 映画（吹き替え）
- あぁ、結婚生活
- アサルト13 要塞警察 ※テレビ朝日版
- アメリカン・ドラゴン
- イコライザー
- 王妃マリー・アントワネット
- 壊滅暴風圏〜ファイナル・カウントダウン〜（ブライアン・フリン〈コルビー・ヨハンソン〉）
- カンフーダンク!（ラン）
- クラーケンフィールド（デヴィッド）
- ザ・クラウン 炎のリベンジャー
- ザ・プロテクター（BP隊員）
- ザ・ホスト 美しき侵略者（ジャレド・ハウ〈マックス・アイアンズ〉）
- 幸せがおカネで買えるワケ
- 幸せの教室（デル・ゴード〈ウィルマー・バルデラマ〉）
- 幸せへのまわり道（ロイド・ボーゲル〈マシュー・リス〉[32]）
- ジェシー・ジェームズの暗殺（デンマーク人）
- ジェントルマン（クォン・ドフン〈パク・ソンウン〉[33]）
- 15時17分、パリ行き（アメリカ空軍二等軍曹〈本人〉[注 4]）
- 13日の金曜日（マイク）
- 守護神
- ジョシーとさよならの週末（ジョシュ〈トーマス・ミドルディッチ〉）
- スパイダーウィックの謎
- スペース・プレイヤーズ（コーチC〈ウッド・ハリス〉[34]）
- セックス・アンド・ザ・スクール（テイト）
- ソーシャル・ネットワーク（キャメロン・ウィンクルボス、タイラー・ウィンクルボス〈アーミー・ハマー〉）
- 007 ユア・アイズ・オンリー ※DVD新録版
- 007 オクトパシー ※DVD新録版
- 弾突 DANTOTSU
- チャーリー・バートレットの男子トイレ相談室（ヘンリー）
- テイク・シェルター
- テキサス・レンジャー・リターンズ（レット）
- デトネーター ※ソフト版
- トータル・リコール（駅警備員）
- ドリフト・エボリューション（カール）
- ナオミとイーライのキス禁止リスト（ブルース2〈ライアン・ウォード〉）
- ハード・クライム（マルティネス）
- ハイランダーネクスト（ザイージ）
- パージ:アナーキー（シェーン〈ザック・ギルフォード〉）
- ブロークン・トレイル 遥かなる旅路（主人、モンクリーフの使い）
- ヘンリー・プールはここにいる 〜壁の神様〜（ファンチャー）
- ボーン・スプレマシー ※日本テレビ版
- ほぼトワイライト（ジェイコブ〈クリス・リッジ〉）
- 6日間
- 臨死
- レイチェルの結婚
- ワンス・アポン・ア・タイム・イン・チャイナシリーズ ※ビデオ版
  - ワンス・アポン・ア・タイム・イン・チャイナ/無頭将軍
  - ワンス・アポン・ア・タイム・イン・チャイナ/理想年代
- ワールド・オブ・ブラック（クライド）

#### ドラマ
- iCarly
- アメリカン・ゴシック 〜偽りの一族〜（ブレイディ・ロス〈エリオット・ナイト〉）
- アラーム・フォー・コブラ11（ダニエル・ローズナー）
- イルジメ（一枝梅）（サチョン〈キム・レハ〉）
- WITHOUT A TRACE/FBI 失踪者を追え!（ジョー）
- Lの世界（アーロン・コーンブルース〈ブライアン・マーキンソン〉）
- 逆転の女王（ク・ホスン会長〈チェ・ジョンウ〉）
- 救命医ハンク2 セレブ診療ファイル
- GRIMM/グリム（マックス〈サム・ウィットワー〉）
- ギークガール（ウィルバー〈エマニュエル・イマニ〉）
- グッドワイフ 彼女の評決
- 新・刑事コロンボシリーズ ※完全版追加吹き替え
  - 新・刑事コロンボ だまされたコロンボ（マシューズの執事）
  - 新・刑事コロンボ 汚れた超能力（ブラボー）
  - 新・刑事コロンボ 華麗なる罠（事故現場の警官）
- 刑事フォイル
- コーヒープリンス1号店
- コールドケース2
- コールドケース3
- ザ・パシフィック
- ザ・ホワイトハウス（エド、ブロック）
- サンクチュアリ（ジョー・カバリー〈カヴァン・スミス〉）
- CSI:ニューヨーク3（サム・フライア）
- CSI:ニューヨーク6（ジェシー・ルイス）
- CSI:ニューヨーク7
- CSI:ニューヨーク9 ザ・ファイナル
- CSI:マイアミ3（ピーター・エリオットFBI捜査官〈マイケル・B・シルヴァー〉）
- シックス・フィート・アンダー
- ターミネーター: サラ・コナー クロニクルズ
- 突然!サバイバル（ジャクソン〈ジョニー・ペイカー〉）
- ドレスデン・ファイル（キルマーニ）
- 秘密情報部トーチウッド
- 4400 未知からの生還者（ギャリティー〈カヴァン・スミス〉）
- ブラインドスポット タトゥーの女（ボーデン〈ウクウェリ・ローチ〉）
- プリズン・ブレイク シーズン2
- FRINGE/フリンジ
- 呂布与貂蝉（候成）
- ホワイトチャペル 終わりなき殺意（Dr.コーエン〈ポール・ヒッキー〉）
- Uボート ザ・シリーズ 深海の狼（ハーゲン・フォルスター〈トム・ヴラシア〉[35]）
- ランニング・ポイント（サンディ〈ドリュー・ターヴァー〉）
- LOST
- 私はラブ・リーガル2

#### アニメ
- オープン・シーズン2 ペット vs 野生のどうぶつたち（アール）
- オープン・シーズン3 森の仲間とゆかいなサーカス（アール）
- 新 ルーニー・テューンズ（セシル 他）
- ミュータント タートルズ（ドラゴン・フェイス、フィル、ウィールズ、モーツ、行司 他）
- リトル・レッド2 ヘンゼルとグレーテル誘拐事件!?（ニッキー）
- ルーニー・テューンズ・ショー（ウォルター、セシル 他）

### 映画
- ゲゲゲの鬼太郎（他の妖怪の声）

### ラジオドラマ
- VOMIC
  - 黒子のバスケ（中谷仁亮）
  - 死神監察官雷堂（猪山、椿）
  - 帝一の國（古賀平八郎）
  - 霊能力者 小田霧響子の嘘（秘書A）
- 義風堂々!!〜音語り〜（商人）

### ラジオ
- ラジオもみんな河合荘〜（第13回、ゲスト）

### ナレーション
- カスタム・マスター（ディスカバリーチャンネル）
- 気象ミステリー（アニマルプラネット）
- BS世界のドキュメンタリー（NHK BS1→NHK BS）
  - 「フルーツハンター」（2015年）
  - 「ギャレス・マローンの職場で歌おう!」（2016年）
  - 「氷の世界に見る地球温暖化」（2022年8月17日） - ラース・H・オステンフェルドの声
  - 「ゆらぐモルドバ ウクライナ隣国の苦悩」（2022年11月8日）
  - 「ジュラシック・キャッシュ "恐竜化石オークション"の舞台裏」（2022年12月21日）
  - 「音楽は脳に聞く!? 〜スーパーパワーに科学が迫る〜」（2023年3月29日）
  - 「荒れる黒海ルート ウクライナの"生命線"で何が」（2023年5月22日）
  - 「知られざるナミビア-天然資源大国のいま-」（2023年7月3日）
  - 「プーチンと5人の大統領-アメリカはどう向き合ってきたのか-」（2023年7月10日）
  - 「庭師ロイ・スミの"借景" 日系カナダ人の歴史と祈り」（2023年12月6日）
  - 「民主化なき近代化 サウジアラビア 核心への旅」（2023年12月18日）
  - 「SNSが作った"世論" #ジョニー・デップ裁判」（2024年1月8日）
- BS1スペシャル「ウサイン・ボルト 世界最速の男」（2012年）

### ボイスオーバー
- 輝く命 〜衝撃の運命と家族の愛〜（テレビ東京）
- 奇跡の扉 TVのチカラ（テレビ朝日）
- サイエンスミステリー（フジテレビ）
- 世紀の戦車対決（ディスカバリーチャンネル）
- ソーイング・ビー - パトリック・グラント（英語版）（NHK Eテレ）
- BBC地球伝説（BS朝日）
- BS世界のドキュメンタリー（NHK BS1）
- 地球ドラマチック（NHK Eテレ）
  - 「植物の知恵 〜守り・捕食・コミュニケーション〜」（2012年）
  - 「遙かなる旅路I 〜アフリカから世界へ〜」（2013年）
  - 「ポッサム大騒動 〜都会の小さなやっかい者〜」（2013年）
  - 「古代マヤ文字を解読せよ」（2013年）
  - 「名探偵シャーロックは今も生きている!?」（2013年）
  - 「マンモス復活大作戦 〜DNAを確保せよ〜」（2014年）
  - 「宇宙の神秘 〜誕生から死まで〜」（2014年）
- マーサ・スチュワート・リビング（LaLa TV）
- モーガン・フリーマン 時空を超えて（NHK Eテレ）

### パチスロ
- パチスロ「あしたのジョー2」（須賀清）

### その他コンテンツ
- ロバート秋山のクリエイターズ・ファイル No.27 「声優 二木陽次」[36]
- ファンターネ!（マーキー）